# Jean Sur
 (décembre 2011).
Si vous disposez d'ouvrages ou d'articles de référence ou si vous connaissez des sites web de qualité traitant du thème abordé ici, merci de compléter l'article en donnant les références utiles à sa vérifiabilité et en les liant à la section « Notes et références ».
Jean Sur (né en 1933 et décédé en 2024) est un écrivain, intellectuel français et formateur en entreprise. Il a été notamment un ami de l'orientaliste Jacques Berque.
Il offre un regard critique sur notre civilisation et la position que l'on adopte vis-à-vis d'elle et des discours ambiants.

## Parcours

### Le dévoiement de Mai 68
Mai 1968 a transformé la vie de Jean Sur, alors lancé dans le milieu littéraire parisien. Son livre 68 forever en est une critique sévère, mais aussi un éloge formidable à un évènement qui promettait de changer l'Homme.
La déception qui s'ensuivit le marqua profondément avec selon lui la récupération carriériste d'une certaine bourgeoisie française de gauche et la célérité avec laquelle elle a reconstruit les structures que mai 68 était censé abolir. "Après 68 est venu le temps du simulacre".

### Formateur en entreprise
Entre 1967 et 1997, il a consacré à la formation permanente l'essentiel de son activité, dans des entreprises d'une grande diversité, publiques ou privées, et dans plusieurs pays.
Il en retire que l'entreprise a évolué vers une nouvelle forme, dénaturante pour l'employé. Elle engendre un déchirement chez l'individu, qui se voit forcé de choisir entre son être profond et une abstraction construite autour de l'entreprise. Alors, le rôle des formateurs en entreprise, "c'est de faire passer pour une contribution fructueuse au bien commun un discours constamment mensonger dont le seul effet est d'aggraver la détresse des travailleurs."
L'entreprise finit toujours par persuader ses travailleurs - souvent par la contagion de la peur - que les contraintes imposées sont nécessaires et laissent les hommes "abrutis par l'idée franchement perverse que cette horreur sous-humaine peut produire du progrès pour l'humanité et qu'elle mérite, à ce titre, bienveillance et amitié." Prendre conscience de cela, c'est projeter sur le quotidien une lumière insoutenable. Et ce regard critique sur soi-même est dévastateur, il oblige l'individu à mettre en lumière tous les faux-semblants qui l'habitent et sur lesquels il a construit son existence.

### Un penseur de la liberté
Il est revenu de l'engagement militant et politique, qui ne suffit plus pour réanimer un monde en dépression. "Qui milite limite", dit-il.
Il fut contre le Traité de Constitution Européenne, et disait en guise de réponse aux détracteurs du Non, que "les gens qui fuient un immeuble en feu ne se demandent pas s'ils s'échappent par l'entrée ou par la sortie, par l'escalier des maîtres ou celui des domestiques".
Il s'est beaucoup consacré à son site personnel, Résurgences, dont la plupart des textes ont été cités sur Rezo.net. Beaucoup d'altermondialistes le lisent.

## Œuvre publiée

### Citations
« Devant l'excrémentiel ou le fané, l'indignation et la révolte ne marquent pas une énorme différence avec la résignation et l'acceptation. Si, comme je le crois, l'ensemble du discours médiatique, politique, culturel, relève aujourd'hui de cette catégorie du fané, l'angle sous lequel on l'aborde est de peu d'importance : la vraie question, dans l'entreprise comme dans la sphère médiatique, est celle de la relation qu'on entretient avec ce fané, des culpabilités qu'elle nourrit, des élans qu'elle interdit ou dont elle protège, de la mort qu'elle garde au chaud, de la vie qu'elle laisse au frigo. [réf. souhaitée] »

« Faire changer le monde, ce n'est pas le commenter, c'est changer soi-même de posture vis-à-vis de lui. [réf. souhaitée] »

### Ouvrages personnels
- La Fiancée du tambour-major, roman, Paris, Mercure de France, 1964.
- Aragon, le réalisme de l'amour (avec des notes d'Aragon), Paris, Centurion, 1966.
- Le Miel sauvage, roman, Paris, Mercure de France, 1967.
- Expression et formation permanente, Paris, Dunod, 1973.
- La Communiculture (en collaboration avec Jean Castarède), Paris, Stock, 1980.
- Émilie ou de l'Éducation des adultes, Paris, Insep-Eres, 1981.
- Une avocate en prison, Paris, Clancier-Guénaud, 1981.
- En avant, marge! Paris, Insep, 1983.
- Qu'avons-nous fait de leur jeunesse ? Paris, Robert Laffont, 1986.
- Il reste un avenir, Entretiens de Jacques Berque avec Jean Sur, Paris, Arléa, 1993, édition de poche 2002.
- Les Arabes, l'islam et nous, cosigné avec Jacques Berque, 1995
- Une alternative au management : La Mise en expression, Syros, 1997
- 68 forever, Arléa, 1998
- Travail et mondialisation (sous la direction d'Ettore Gelpi, ouvrage collectif), L'Harmattan, 2003.
- Jacques Berque Orient-Occident, en collaboration avec Mustapha Chérif, Alger, ANEP, 2004.
- Le Traité d’amitié entre la France et l’Algérie – Un précurseur : Jacques Berque, en collaboration avec Mustapha Chérif, Metz, Mettis éditions, 2005.

### Vox populi
Animateur de la collection Vox populi aux éditions Mettis. Il s’agit d’entretiens avec des interlocuteurs venus de tous les horizons de la société. Les quatre premiers livres paraîtront en septembre 2006 :
- Le côté du monde (Pierre Mari)
- S’échapper, vous dis-je ! (Serge Parot)
- Un employé de banque fait le bilan (Gilbert Soury)
- Clichy-sous-Bois, mon bled (Sabrina Amarache)